# هاردویک (نیوجرسی)
هاردویک (به انگلیسی: Hardwick Township) شهری در ایالت نیوجرسی کشور ایالات متحده آمریکا است که جمعیت آن در سرشماری سال ۲۰۱۰ میلادی، ۱٬۶۹۶ نفر بوده‌است.